# سرخی سیب کال
سرخی سیب کال فیلمی ایرانی محصول ۱۳۸۴ به کارگردانی محمدعلی طالبی است.

## داستان
رضا که نوجوانی ۱۵ ساله است و همراه با مادر و برادرش زندگی آرامی را سپری می‌کند، در جریان ورود مردی که قرار است با مادرش ازدواج کند، زندگی‌اش دگرگون می‌شود...